# Нетрудовые доходы
«Нетрудовы́е дохо́ды», в узком понимании — индивидуальные доходы, не связанные с личным трудом.
Однако в СССР и некоторых других социалистических государствах выражение «нетрудовые доходы» понималось гораздо шире и использовалось для запрета любой незаконной экономической активности граждан, неподконтрольной государству. В нетрудовые доходы включались как доходы, полученные преступным путём (воровство, взяточничество, казнокрадство, азартные игры), так и доходы, которые в государствах и странах с рыночной экономикой считаются полностью законными, такие как подрядный наём работников, доход на вложенный капитал, так называемая спекуляция и другое. Главным признаком «нетрудовых доходов» было то, что они не были связаны с выполнением человеком своих должностных обязанностей на государственном предприятии, в государственном учреждении или санкционированном государством кооперативе (пенсии, стипендии, проценты на вклады в сберкассах и выигрыши в государственных лотереях не считались нетрудовыми доходами). В тех обществах, в которых существуют классы, эксплуатирующие чужой труд, и при этом получая крупные нетрудовые доходы, имеют возможность тратить их на редкие и дорогие предметы потребления то есть роскошь

## История
На окончание XIX столетия согласно европейским воззрениям на теорию налогов, имущественный налог рядом с подоходным имел свои специальные задачи. Первое место среди них занимало более сильное обложение так называемого фундированного (капитального, нетрудового) дохода сравнительно с нефундированным (личным, трудовым).

## Виды «нетрудовых доходов» в СССР, за которые была предусмотрена ответственность
Виды «нетрудовых доходов» в СССР, за которые была предусмотрена ответственность:
- Спекуляция (Статья 154 УК РСФСР) — продажа любых товаров по цене выше официально установленной государством. Преследование по указанной статье прекратилось с февраля 1991 года, уголовная ответственность отменена с 1992 года.
- Валютные операции (Статья 88 УК РСФСР) — владение, хранение или передача иностранной валюты и любых других зарубежных ценных бумаг. Уголовная ответственность отменена с 1994 года.
- Скупка вещей у иностранцев[4].
- Предпринимательская деятельность (Статья 153 УК РСФСР, «Частнопредпринимательская деятельность и коммерческое посредничество») с использованием государственных, кооперативных или иных общественных форм, а также коммерческое посредничество, осуществляемое частными лицами в виде промысла или в целях обогащения — наказывалась «Частнопредпринимательская деятельность с использованием государственных, кооперативных или иных общественных форм». Ответственность частично отменена в 1987 году, но только «в свободное от работы время» (то есть всё ещё необходимо было иметь официальное трудоустройство помимо кооператива) для тех граждан, кто получил «регистрационное удостоверение или патент» в финансовом отделе местного исполкома по месту ведения предпринимательства. При этом, исполком мог выдать, а мог и не выдавать указанное «регистрационное удостоверение или патент». Окончательно отменена с декабря 1991 года.
- Торговля в непредусмотренных местах, торговля без письменного разрешения органов власти. Торговля чем-либо могла осуществляться только в специально предусмотренных местах и только с разрешением. Согласно советским правилам торговли: «Мелкорозничная торговля допускается только в местах, указанных в выданных разрешениях, торговля с лотков и разносная производится в местах, указанных в разрешении». Имущество обнаруженное при задержанных конфисковывалось[5]. Ответственность отменена с 1992 года.
- Продажа винно-водочных изделий. 7 мая 1992 года была отменена государственная монополия на производство и продажу винно-водочных изделий для лицензированных государством производителей и реализаторов, ответственность для частных лиц отменена не была (подробнее чит. Спирт «Рояль»).
- Самогоноварение (Статья 158 УК РСФСР). Уголовная ответственность отменена не была. С 1999 года допускается только для собственных нужд.
- Сдача жилья (Статья 50 ЖК РСФСР), а именно предоставление за плату дома или квартиры, помещения, жилплощади, койкомест, официально именовалось «использованием жилых помещений в целях личной наживы, извлечения нетрудовых доходов и в других корыстных целях, а также в ущерб интересам общества». Брать к себе жильцов не прописывая их при этом у себя и не уведомляя об этом органы власти запрещалось. Жильё могло быть конфисковано по представлению местного ЖЭКа или домкома, а сдававшие выселены[6] (подробнее чит. «Подселение»). Утратила актуальность в июле 1991 года связи с приватизацией и юридическим переходом жилья во владение частных лиц. Официально была отменена в 2004 году.
- Платные услуги на дому (Статья 50 ЖК РСФСР). Ответственность отменена с 1992 года.
- «Занятие запрещённым промыслом» (Статья 162 УК РСФСР) — согласно тексту статьи уголовная ответственность предусматривалась за «занятие промыслом, относительно которого имеется специальное запрещение». Фактически задерживались все подряд, известны случаи когда по этой статье привлекались за изготовление и продажу футболок с рисунками, несанкционированную Госконцертом концертную деятельность («квартирники»),[7] запись и торговлю видеокассетами[8] («размножение магнитных видеозаписей и организацию зрелищных мероприятий»[9]), ремонт печатных машинок и другого печатного оборудования без разрешения Главлита,[10] самостоятельное издание и распространение различной литературы,[11][12] иконопись,[13] коллекционирование, старьевщичество и антикварную деятельность,[14] и т. п. Кроме того, под «занятие запрещённым промыслом» подпадал в частности приём пациентов или предоставление медицинских услуг вне государственных или коммунальных медицинских учреждений лицами, не являющимися местными участковыми терапевтами, без разрешения горздравотдела[15][16].
- Частный извоз (Статья 162 УК РСФСР и Пункт 14-д ПДД СССР) карался по статье 162 УК «Занятие запрещённым промыслом»,[16] кроме того в советских ПДД 1972 года было положение о том, что «запрещается использовать транспортное средство в целях личной наживы»[17]. Для легального извоза необходимо было официальное трудоустройство в таксомоторный парк по своему району или городу. Транспорт задержанного конфисковывался. Пункт был отменён в 1993 году.
- «Ведение иного паразитического образа жизни» (Статья 209 УК РСФСР) — то есть любая временная или регулярная работа и занятость без официального трудоустройства и записи в трудовой книжке. Уголовная ответственность отменена с декабря 1991 года.

## Отношение к «нетрудовым доходам» в СССР
Нередко оказывалось, что без посредничества государства можно заработать гораздо больше, чем в предписанных им рамках.

## Конституция СССР
Что интересно, при борьбе с частной инициативой в то же время существовала 17 статья Конституции СССР 1977 года, которая гласила:
В СССР в соответствии с законом допускаются индивидуальная трудовая деятельность в сфере кустарно-ремесленных промыслов, сельского хозяйства, бытового обслуживания населения, а также другие виды деятельности, основанные исключительно на личном труде граждан и членов их семей. Государство регулирует индивидуальную трудовую деятельность, обеспечивая ее использование в интересах общества.

А в Конституции 1936 года — статья 9:
Наряду с социалистической системой хозяйства, являющейся господствующей формой хозяйства в СССР, допускается законом мелкое частное хозяйство единоличных крестьян и кустарей, основанное на личном труде и исключающее эксплуатацию чужого труда.

## Кампания Горбачёва по борьбе с нетрудовыми доходами
15 мая 1986 началась всесоюзная кампания Горбачёва усиления борьбы с нетрудовыми доходами. В частности, в указах этой кампании были такие пункты:

 «самовольное использование в корыстных целях транспортных средств, нарушение порядка занятия кустарно-ремесленными промыслами и другой индивидуальной трудовой деятельностью», а также «кормление скота хлебом» влечет за собой наказание от штрафа до пяти лет с конфискацией.

Кампания была вскоре прекращена, поскольку уже 19 ноября 1986 года был принят Закон СССР «Об индивидуальной трудовой деятельности».

## Нетрудовые доходы в других странах

### Третий рейх
В нацистской Германии запрет на «нетрудовые и легкие доходы» (нем. Arbeits- und müheloses Einkommen) был частью экономического раздела программы НСДАП («25 пунктов») (пп. 10—14):

10. Первейшей обязанностью для каждого гражданина Германии является выполнение умственной или физической работы. Деятельность каждого отдельного гражданина не должна противоречить интересам общества в целом. Напротив, такая деятельность должна протекать в рамках общества и быть направленной на общую пользу. Поэтому мы требуем:

11. Уничтожения нетрудовых и лёгких доходов, а также отмены процентного рабства.

12. Ввиду огромных человеческих жертв и имущественных потерь, требуемых от нации при каждой войне, личное обогащение во время войны должно рассматриваться как преступление против нации. Таким образом, мы требуем полной конфискации всех прибылей, связанных с личным обогащением в военное время.

13. Мы требуем национализации всех (ранее) созданных акционерных предприятий (трестов).

14. Мы требуем участия рабочих и служащих в распределении прибыли крупных коммерческих предприятий.

### США
По определению службы социальной защиты США (Social security administration), к нетрудовым доходам относятся все доходы, не связанные с заработной платой или бизнесом. Примерами таких доходов являются:
- Оплата продовольствия и проживания за счет третьих лиц или деньги, выданные на эти цели.
- Выплаты и льготы военным ветеранам.
- Пенсии и пособия по безработице железнодорожным служащим.
- Пенсии из государственных или частных источников, пособия по безработице, выплаты инвалидам труда, пособия по социальному обеспечению и проценты по облигациям.
- Призы, выигрыши в лотерею, премии и компенсации, в том числе, назначенные судом.
- Выплаты по страховым полисам.
- Подарки и пожертвования.
- Алименты.
- Наследство в денежном или натуральном виде.
- Доходы от сдачи имущества в аренду.
- Выплаты во время забастовок и иные профсоюзные льготы.